# Vysavač

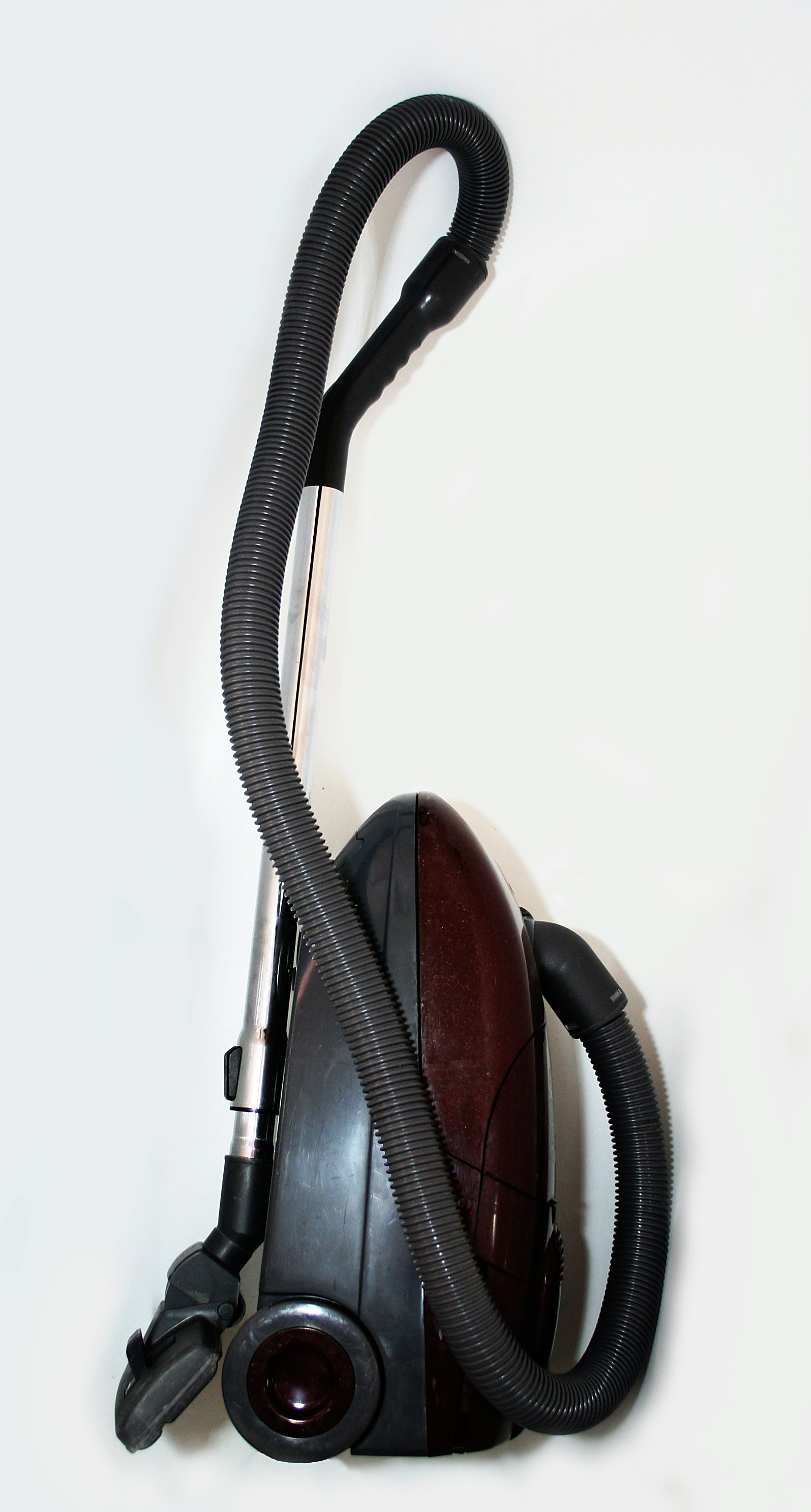
Vysavač

Vysavač (též lux) je zařízení, které používá vzduchové čerpadlo pro vytvoření podtlaku pro vysávání vzduchu, jehož prouděním pak dochází k odsávání nečistot a prachu. V domácnostech se vysávání provádí nejčastěji na podlaze pokryté kobercem. Nečistoty jsou z nasátého vzduchu oddělovány filtrem či odstředivkou. Některé vysavače umí vysávat i vodu.
Vysavač bývá hovorově také nazýván lux, jde o eponymní název pocházející od švédské firmy AB Lux, která byla později přejmenována na Electrolux.

## Historie

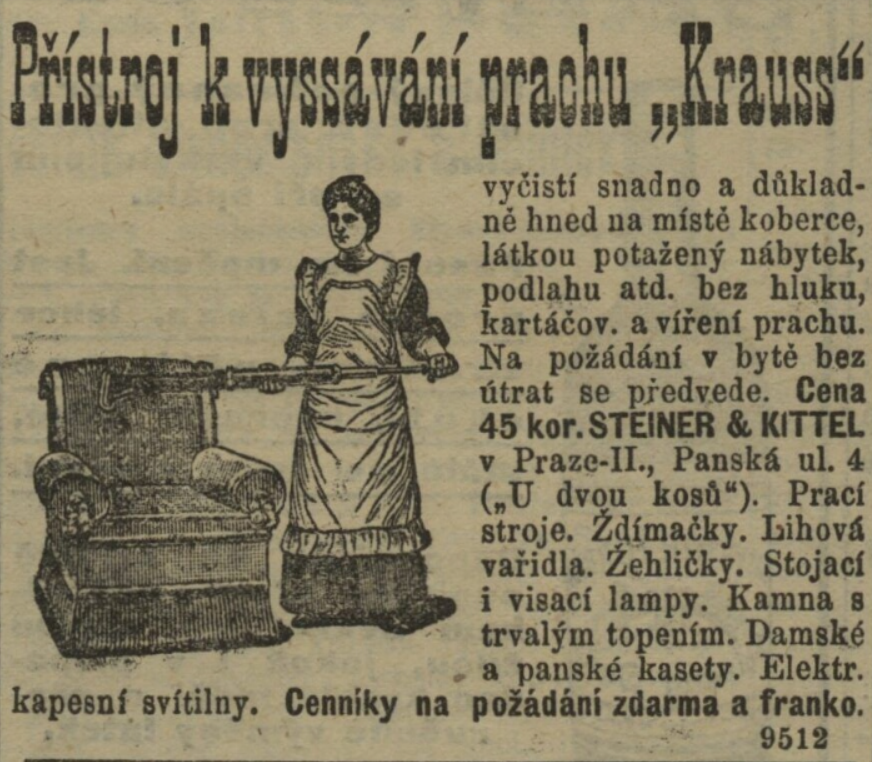
Reklama na vysavač (1909)

Informace o nejstarších vysavačích pro domácnost se různí, jako země původu se uvádí USA nebo Velká Británie v období přelomu 19. a 20. století. Ručně poháněné vysavače byly brzy nahrazeny elektrickými.
Dle staršího pravopisu, platného ještě po druhé světové válce, se v češtině užíval tvar vyssavač.

## Typy a parametry
Vysavače se dělí: 
- podle typu konstrukce: podlahový (leží na podlaze), tyčový (svislý), ruční, robotický, centrální
- podle typu použití: domácí, průmyslové, bazénové
- podle typu sání: sáčkové, bezsáčkové a cyklónové, vodní, parní

Mezi parametry patří elektrický příkon a sací výkon udávané ve wattech (či voltampérech). Sací výkon bývá třetinový a odpovídá energetické účinnosti vysavače. Sací výkon je součinem podtlaku (v pascalech) a objemu proteklého za jednotku času (v metrech krychlových za sekundu). Dalším parametrem je například hlučnost, udávaná v decibelech, či účinnost filtrace.

## Některé druhy vysavačů

### Vodní vysavač s rotačním separátorem
Vodní vysavač s rotačním separátorem má odlišnou konstrukci od všech ostatních vysavačů. Zabudovaný rotační separátor se otáčí rychlostí okolo 25 000 otáček za minutu a odděluje – odráží částice prachu z proudu vzduchu a zapírá je do vodní lázně. Tyto nečistoty se neskladují ve vysavači, ale jsou po skončení úklidu okamžitě z přístroje vylity.
Výhody :
- Úklid je hygienický, protože do prostoru nerozprašujete již jednou vysáté nečistoty
- Po celou dobu životnosti vysavač vysává se stejným výkonem jako na začátku, protože se neucpávají ani filtry, ani sáčky.
- Díky této konstrukci je životnost vysavače zhruba pětinásobná oproti klasickému vysavači. Týká se klasických, lety prověřených značek.
- Vysavač je univerzální – může vysávat jak suchý prach, tak i vodu.

Nevýhody:
- Výrobci je nedoporučují na velké množství nesmáčivého prachu (stavební prach, saze, keramický prach apod. )
- Vyšší pořizovací cena, která je dána náklady na výrobu vysokootáčkového motoru.

### Centrální vysavač

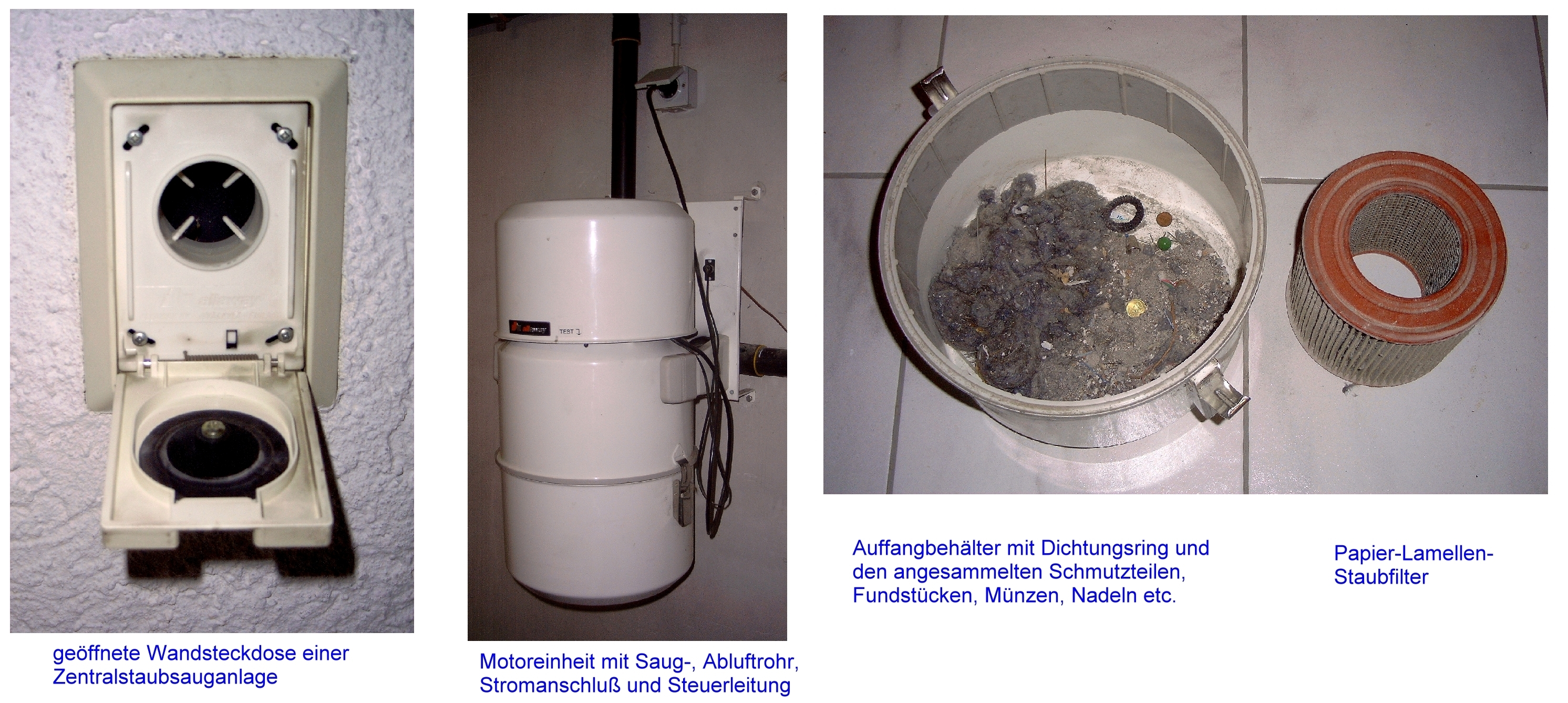
Centrální vysavač. Zásuvka, vysávací agregát a odpadní nádoba

Centrální vysavač je zařízení původně určené pro usnadnění vysávání. Soustava centrálního vysavače se skládá z centrálního vysávacího agregátu, zásobníku na nečistoty, zabudovaného potrubí se zásuvkami a vysávací hadicí.
Centrální vysavačový agregát je umístěn typicky v některé z technických místností domu (sklep, garáž) a po celém domě je rozvedena síť potrubí ústícího do vysavačových zásuvek. Spolu s agregátem je umístěn také zásobník na nečistoty s filtrací. Místnost ve které je zařízení instalováno by měla být odvětrávána, aby nedocházelo k nerovnováhám tlaku.
Zásuvky centrálního vysavače se rozmisťují po domě tak, aby vysávací hadice mohla dosáhnout do všech míst. Často se zásuvky umisťují pouze na jednom místě ve střední části patra, ve velkých domech mohou být umístěny také v jednotlivých pokojích. Vysavačové zásuvky tvarem a velikostí připomínají běžné elektrické zásuvky a mohou s nimi být umístěny společně v rámečku.
Ovládání centrálního vysavače je řešeno elektrickým obvodem s bezpečným napětím. Ústí hadice je opatřeno kovovým kroužkem, který propojí kontakty v zásuvce a přes relé zapne vysávací jednotku. Spínač může být umístěn také přímo v držadle vysávací hadice, pak není ústí hadice opatřeno zkratovacím kroužkem. Další možností sepnutí ovládacího obvodu je sepnutím mikrospínače ve vysavačové zásuvce pouhým odklopením víčka pro zasunutí hadice. Existuje také možnost ovládat celý systém dálkovým ovládáním.

#### Funkční princip
Hlavní částí celého systému centrálního vysavače je sací jednotka s odlučovačem prachu, která je umístěna v suterénu domu, garáži, ve skladu nebo jiné technické místnosti. K sacímu vstupu centrálního vysavače - jednotky je připojen potrubní systém, který je důmyslně rozveden tak, aby bylo vysávání pohodlné. Potrubní systém je ukončen ve speciálních zásuvkách, jejichž počet a umístění se vždy řídí dispozičním řešením dané nemovitosti (z jedné zásuvky se doporučuje vysávat maximálně 65 m²). Je nutno podotknout, že na jednotce centrálního vysavače je i výfukové potrubí, kterým se odvádí přefiltrovaný vzduch ven z budovy. V praxi to znamená, že pomocí hadice centrálního vysavače vysáváte prach a jiné nečistoty, které jdou přes potrubní systém do centrálního vysavače - jednotky, v jednotce se nečistoty a prach odloučí díky cyklónovému efektu a přes speciální filtr (filtr vyžaduje minimální údržbu a jeho životnost dosahuje až pěti let) odchází přefiltrovaný vzduch mimo vysávaný objekt. Díky této účinnosti klesá výrazně prašnost ve vysávaném objektu proto, že se zpátky nedostává přefiltrovaný vzduch a nerozviřuje prach tak, jak je tomu u klasických vysavačů.

#### Způsoby ovládání
V zásuvkách jsou kontakty nízkonapěťového ovládání (například 24 V), které jsou propojeny s ovládacím modulem centrálního vysavače. Ve chvíli, kdy do zásuvky zasunete hadici, sepne se kontakt.
Hadice bez ovládání – fungují tak, že centrální vysavač sepne systém ihned po zasunutí do zásuvky centrálního vysávání. Průměr hadice je 32–40 mm. Délka hadic muže být přibližně 7 až 10 metrů.
Hadice s ovládáním – fungují tak, že systém centrálního vysávání nesepne ihned po zasunutí hadice do zásuvky, ale až v momentě, kdy se zapne vypínač na rukojeti hadice. Hadice jsou pružné s posuvným vypínačem, s otočnou ergonomickou nárazuvzdornou rukojetí a vnitřní průměr hadice je 32–35 mm. Délka hadic s ovládáním může být přibližně 7 až 10 metrů.
Nejnovější počin v oblasti manipulace s vysavačovou hadicí je tzv. hadice ve zdi. Po otevření vysavačové zásuvky vytáhneme z potrubního rozvodu hadici, vysajeme požadovanou plochu a hadici pomocí podtlaku opět nasajeme zpět do potrubí, potažmo zásuvky. Výhodou je, že nemusíte nosit vlastní hadici od zásuvce k zásuvce.
Nevýhodou je nutnost složitěji a obsáhleji vedeného rozvodu a cena.
K centrálním vysavačům se dá koupit celá řada příslušenství – různé hubice a nástavce na vysávání koberců, podlah, separátory, teleskopické trubky, věšáky na hadice, sady příslušenství, sady na vysávaní PC atd.
Zajímavý doplněk centrálního vysavače je takzvaná štěrbinová zásuvka VAC PAN. Jedná se o speciální zásuvku centrálního vysavače, která se instaluje do soklíku kuchyňské linky a pomocí ní se vysávají nečistoty z okolí kuchyňské linky.

#### Historie
Centrální vysavače vznikly koncem 19. století. Protože cena přístroje byla vysoká, vlastnilo jej jen několik domácností v USA. Centrální vysavač se skládal z měchu, uloženém v garáži, či ve sklepě, na němž byly napojené měděné trubky, jejichž konce se rozváděly na několik míst v domácnosti.
Od přelomu 19. a 20. století byly úspěšnější, díky výkonu a malé velikosti, přenosné elektrické vysavače. Od v 60. let 20. století umožnil vynález polyvinylchloridu výrobu levnějších a snadněji instalovatelných centrálních systémů.
Popularitu centrálních vysavačů zvýšily v 90. letech 20. století tyto výhody:
- prach i roztoči se vyvádějí pryč z budovy → během vysávání dochází k minimalizaci prachových alergenů v budově
- odpadá nutnost přesouvat těžký vysavač
- během vysávání uživateli nepřekáží napájecí kabel
- centrální vysavač je velice tichý a úsporný
- uživatel se nemusí bát toho, že poškodí svůj nábytek od vysavače
- hadice vysavače má možnost regulace výkonu a navíc je ultralehká.

#### Umístění
Centrální vysavače jsou určeny na provoz do:
- rodinných domů
- bytů
- komerčních prostorů
- průmyslových objektů.

### Robotický vysavač

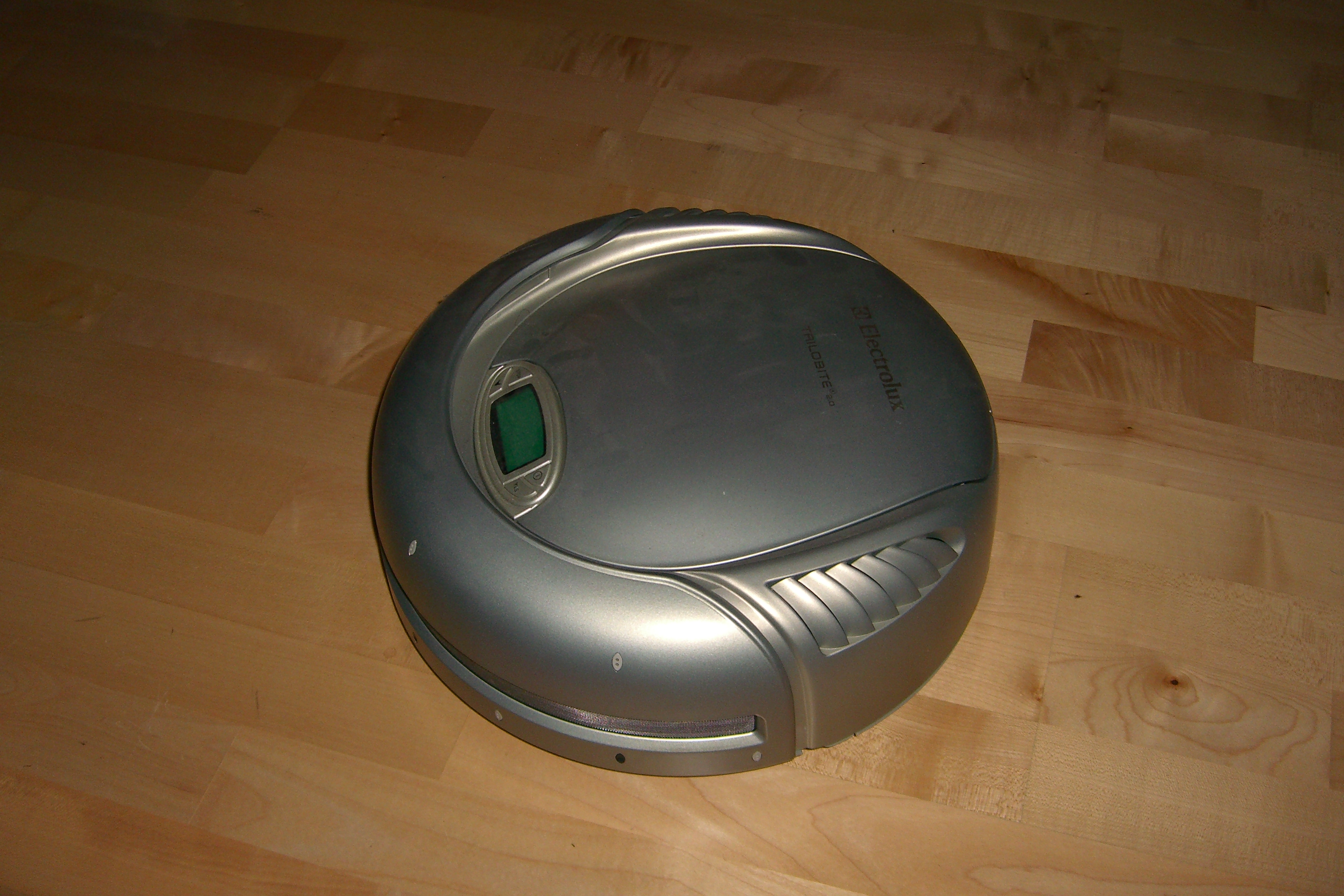
Trilobite od společnosti Electrolux

Robotický vysavač je plně automatický domácí vysavač, který za pomocí podtlaku odstraňuje nečistotu z podlahových krytin. Na rozdíl od klasického vysavače však pracuje samostatně na základě předem zadaného algoritmu. Díky tomu nevyžaduje lidskou asistenci a řadí se tak mezi domácí autonomní roboty.
Robotický vysavač má tvar disku s průměrem od 30 cm. Jeho hmotnost se pohybuje kolem tří kilogramů a objem sběrného koše na nečistoty bývá kolem 0,35 litrů.

#### Princip
Robotický vysavač je poháněn akumulátorovým zdrojem. Na základě senzorů zmapuje celý prostor, vyčistí jej a následně se vrátí na výchozí nabíjecí centrálu. Často bývají robotické vysavače opatřeny i celou řadou dalších zařízení, jako jsou časovače nebo antialergické UV lampy, která ničí roztoče a choroboplodné zárodky.

#### Historie
První robotické vysavače se objevily v polovině devadesátých let 20. století. Prvním sériově vyráběným zařízením tohoto typu byl Trilobite od společnosti Electrolux.

### Automobilový vysavač
Speciální typy vysavačů se používají pro očistu a údržbu motorových vozidel. Jednak se může jednat o malé přenosné vysavače připojitelné na autobaterii vozidla. Dále se můžeme setkat u některých benzínových čerpacích stanic s velkými stacionárními vysavači, jež obvykle fungují několik minut po vhození mince příslušné hodnoty.

## Výkon a příkon vysavače
Po mnoho let se šířil mýtus o elektrickém příkonu vysavače a mnoho lidí vybíralo model podle elektrického příkonu. Výrobci ale pokročili v konstrukci vysavačů a o sacím výkonu vysavače rozhoduje především jeho konstrukce. Rozhodující pro výběr není elektrický příkon, ale sací výkon uvedený na energetickém štítku Proto nevybírejte vysavač podle elektrického příkonu, ale podle sacího výkonu. Hodnota elektrického příkonu pouze udává elektrickou spotřebu vysavače. Vybírejte vysavač s nižším elektrickým příkonem a lepší konstrukcí, ušetříte tím peníze za elektřinu.

### Evropská unie a regulace příkonu
Od 1. září 2017 vstoupila v platnost regulace Evropské unie, která zakázala vysavače s příkonem vyšším než 900 wattů. Tato regulace byla zavedena za účelem snížení energetické náročnosti vysavačů, protože mnoho výrobců zneužívalo mýtus o příkonu a zákazníci si tak zcela iracionálně kupovali vysavače s vysokou spotřebou elektřiny.